# Savings Bank of Utica
El antiguo edificio del Savings Bank of Utica, es un edificio de Utica, Nueva York, ubicado en 233 Genesee Street y Bank Place, Utica. 

## Historia
fue obra del arquitecto Robert Williams Gibson siendo erigido en 1898 para albergar el Banco de Ahorros de Utica,  institución financiera más antigua de la ciudad, fundada en 1839 por los hermanos John y Nicholas Deveraux, comerciantes de productos secos que ingresaron al sector financiero gracias a lo que antes era un acuerdo informal: guardar los objetos de valor de los residentes locales en una caja fuerte en la parte trasera de su tienda.

## Descripción
Este magnífico edificio con cúpula dorada, es el mejor ejemplo del estilo neoclásico Beaux-Arts de la ciudad,  Su diseño es exuberantemente detallado, con elementos llamativos como un cuarteto de columnas corintias que enmarcan la fachada, un motivo de frontones rotos y dentados que se repite en lugares como la entrada principal y todas las ventanas del primer piso, un elegante diseño de almohadillado en el lado del edificio que da a Bank Place y, sobre todo, una cúpula dorada en la parte superior. La adición de estilo modernista a la izquierda data de la década de 1960.  